# Pitcairnia kalbreyeri
Pitcairnia kalbreyeri är en gräsväxtart som beskrevs av John Gilbert Baker. Pitcairnia kalbreyeri ingår i släktet Pitcairnia och familjen Bromeliaceae. Inga underarter finns listade i Catalogue of Life.